# Ogdoconta gamura
Ogdoconta gamura là một loài bướm đêm trong họ Noctuidae.